# Krisztián Manhercz

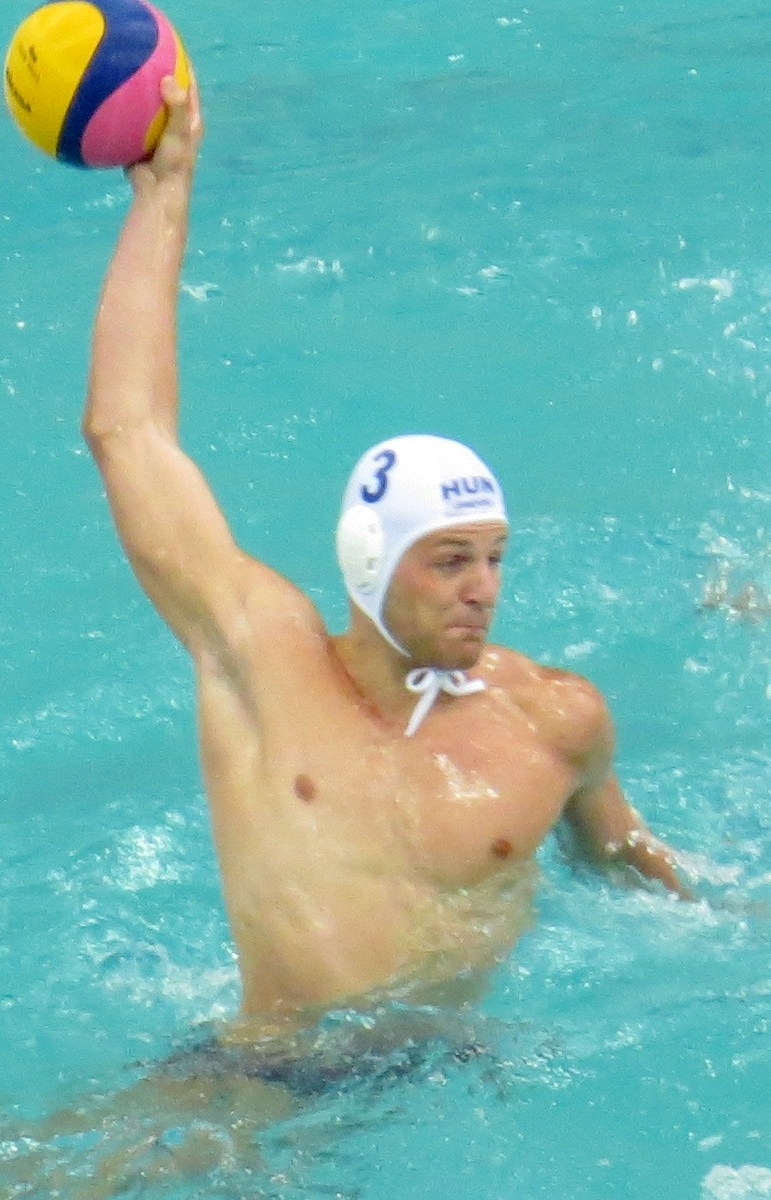
Krisztián Manhercz bei den Olympischen Spielen 2016

Krisztián Péter Manhercz (* 6. Februar 1997 in Budapest) ist ein ungarischer Wasserballspieler. Er war mit der Nationalmannschaft je einmal Olympiadritter und Weltmeister sowie zweimal Weltmeisterschaftszweiter. Bei Europameisterschaften gewann er bis 2020 je eine Gold- und Bronzemedaille.

## Karriere
Manhercz spielte bis 2014 bei Vasas Budapest, danach war er drei Jahre bei Szegedi VE. 2017 wechselte er für ein Jahr zu Ferencváros Budapest und gewann dort den ungarischen Meistertitel. 2018 ging er zu Orvosegyetem SC.
Der 1,91 Meter große Manhercz war mit der ungarischen Juniorenauswahl Dritter der Junioren-Weltmeisterschaften 2015 sowie Vierter 2013 und 2017. Ab 2016 war Manhercz aber auch Stammspieler in der Nationalmannschaft. Anfang 2016 bei der Europameisterschaft in Belgrad besiegten die Ungarn im Viertelfinale die Kroaten und verloren im Halbfinale gegen die Montenegriner. Das Spiel um Bronze gewannen die Ungarn mit 13:10 gegen die Griechen. Beim olympischen Wasserballturnier 2016 in Rio de Janeiro gewannen die Ungarn ihre Vorrundengruppe vor den Griechen, verloren aber im Viertelfinale gegen die Montenegriner nach Fünfmeterschießen. In der Platzierungsrunde erreichten die Ungarn mit zwei Siegen den fünften Platz. Manhercz erzielte insgesamt acht Tore. Im Viertelfinale gegen Montenegro erzielte er ein Tor, zum Fünfmeterschießen trat er nicht an.
Bei der Weltmeisterschaft 2017 in Budapest gewannen die Ungarn ihre Vorrundengruppe. Nach einem Viertelfinalsieg über Russland und einem Halbfinalsieg über die Griechen verloren die Ungarn im Finale mit 6:8 gegen die Kroaten. 2018 bei der Europameisterschaft in Barcelona belegten die Ungarn den achten Platz. Manhercz erzielte fünf Turniertore. Im Jahr darauf bei der Weltmeisterschaft 2019 in Gwangju besiegten die Ungarn im Viertelfinale die Australier. Nach Niederlagen gegen Italien im Halbfinale und gegen die Kroaten im Spiel um den dritten Platz erreichten die Ungarn den vierten Platz. Anfang 2020 fand die Europameisterschaft in Budapest statt. Die Ungarn gewannen ihre Vorrundengruppe vor den Spaniern, wobei der direkte Vergleich mit 7:7 endete. Nach einem Sieg über die Russen im Viertelfinale gewannen die Ungarn im Halbfinale mit 10:8 gegen Montenegro. Im Finale trafen die Ungarn wieder auf die Spanier. Nach der Verlängerung stand es 9:9, im Fünfmeterschießen bezwangen die Ungarn ihre Gegner mit 5:4. Wegen der COVID-19-Pandemie fanden die Olympischen Spiele in Tokio erst 2021 statt. Nach einem dritten Platz in ihrer Vorrundengruppe besiegten die Ungarn im Viertelfinale die Kroaten mit 15:11. Im Halbfinale unterlagen sie den Griechen mit 6:9. Das Spiel um den dritten Platz entschieden die Ungarn mit einem 9:5 über die Spanier für sich. Im Jahr darauf fand die Weltmeisterschaft 2022 wieder in Budapest statt. Die Ungarn belegten den siebten Platz. Ein Jahr später gewannen die Ungarn bei der Weltmeisterschaft in Fukuoka den Titel gegen die griechische Mannschaft. Im Januar 2024 unterlagen die Ungarn den Italienern im Spiel um Bronze bei der Europameisterschaft in Eindhoven. Im Februar 2024 bei der Weltmeisterschaft in Doha erreichten die Ungarn den siebten Platz. Bei den Olympischen Spielen in Paris gewannen die Ungarn im Viertelfinale im Penaltyschießen gegen die Italiener. Das Halbfinale verloren die Ungarn mit 8:9 gegen die Kroaten. Im Spiel um Bronze stand es am Ende der regulären Spielzeit 8:8, im Penaltyschießen siegte das Team aus den Vereinigten Staaten. Manhercz erzielte im Spiel um Bronze ein Tor.
2025 bei der Weltmeisterschaft in Singapur besiegten die Ungarn im Viertelfinale die Kroaten mit 18:12 und im Halbfinale die Serben mit 19:18. Im Endspiel unterlagen sie den Spaniern mit 13:15.